# Canton de Montret
Le canton de Montret est une ancienne division administrative française située dans le département de Saône-et-Loire et la région Bourgogne-Franche-Comté.

## Géographie
Ce canton était organisé autour de Montret dans l'arrondissement de Louhans. Son altitude variait de 174 m (Savigny-sur-Seille) à 213 m (La Frette).

## Histoire
Montret était le chef-lieu du canton du même nom depuis 1802, année où les cantons de Branges, de Savigny-sur-Seille et de Simard furent supprimés.
De 1833 à 1848, les cantons de Montret et de Saint-Germain-du-Bois avaient le même conseiller général. Le nombre de conseillers généraux était limité à 30 par département.

## Représentation

### Conseillers d'arrondissement (de 1833 à 1940)
| Période                                  | Période      | Identité                           | Étiquette           | Qualité |
| ---------------------------------------- | ------------ | ---------------------------------- | ------------------- | --- |
| 1833                                     | 1839         | Jean Charles Rebillard (1792-1868) |                     | Notaire à Simard                                                                                            |
| 1839                                     | 1845         | Louis Commaret                     |                     | Avocat à Chalon-sur-Saône, propriétaire à Montret                                                           |
| 1845                                     | 1848         | Denis Moreau                       |                     | Maire de Saint-André-en-Bresse                                                                              |
| 1848                                     | 1852         | Étienne-François Combier           |                     | Notaire à Simard                                                                                            |
| 1852                                     | 1858         | Jean Charles Rebillard (1792-1868) |                     | Notaire à Montret                                                                                           |
| 1858                                     | 1874         | Abel Martin                        |                     | Propriétaire, maire de Montret                                                                              |
| 1874                                     | 1889         | Alphonse Émonnot                   | Républicain         | Propriétaire, maire de Simard                                                                               |
| 1889                                     | 1907 (décès) | François Bouveret                  | Républicain Radical | Propriétaire, maire de Montret                                                                              |
| 1907                                     | 1913         | Francis Platret                    | Radical             | Maire de La Frette                                                                                          |
| 1913                                     | 1925         | Pierre Mathy                       | Radical             | Propriétaire, maire de Savigny-sur-Seille                                                                   |
| 1925                                     | 1931         | Pierre Guillamin (1858-1952)       | Radical             | Propriétaire cultivateur, maire de Montret                                                                  |
| 1931                                     | 1940         | André Demont (1876-1957)           | Radical             | Maire de Savigny-sur-Seille                                                                                 |
| 1940                                     |              |                                    |                     | Les conseils d'arrondissement ont été suspendus par la loi du 12 octobre 1940 et n'ont jamais été réactivés |
| Les données manquantes sont à compléter. |              |                                    |                     | |

### Conseillers généraux de 1833 à 2015
| Période         | Période      | Identité                       | Étiquette            | Qualité                                                                                   |
| --------------- | ------------ | ------------------------------ | -------------------- | ----------------------------------------------------------------------------------------- |
| 1833            | 1839         | Charles Mathey                 | Gauche               | Notaire à Châlons Député (1846-1849)                                                      |
| 1839            | 1848         | Claude François Pelletier      |                      | Propriétaire, notaire, maire de Saint-Germain-du-Bois (1830-1848)                         |
| 1848            | 1852         | Camille Guillemaut             |                      | Propriétaire à Simard                                                                     |
| 1852            | 1870         | Alexis Marie Antoinet          |                      | Maire de Saint-Vincent-en-Bresse                                                          |
| 1870            | 1874         | Hippolyte Mathey               | Républicain          | Maire de Saint-Etienne-en-Bresse                                                          |
| 1874            | 1880         | Abel Martin                    | Droite               | Propriétaire à Montret, conseiller d'arrondissement                                       |
| 1880            | 1898         | Hippolyte Mathey               | Républicain          | Maire de Saint-Etienne-en-Bresse                                                          |
| 1898            | 1906 (décès) | Joseph Lieutier                | Rad.                 | Propriétaire à Paris                                                                      |
| 1906            | 1910         | André Charbouillot (1874-1914) | Rad.                 | Boulanger Conseiller municipal de Montret                                                 |
| 1910            | 1940         | Claude Bourgeois               | Rad.                 | Négociant, propriétaire, maire de Simard (1917-1940) décédé en 1942                       |
|                 |              |                                |                      |                                                                                           |
| 1942            | 1945         | Auguste Petit (1885-1962)      |                      | Négociant Maire de Simard Nommé conseiller départemental en 1942                          |
|                 |              |                                |                      |                                                                                           |
| 1945            | 1945 (décès) | Justin Dumont                  |                      | Cultivateur - Maire de Montret                                                            |
| 27 janvier 1946 | 1970         | Félix Gaudillat (1896-1990)    | Rad.                 | Maire de Vérissey                                                                         |
| 1970            | 2008         | Fernand Cavard (1929-2022)     | RI puis UDF puis UMP | Agriculteur Maire de Simard (1965-1997)                                                   |
| 2008            | 2015         | Arnaud Montebourg              | PS                   | Avocat - Député (1997-2012) Président du Conseil Général (2008-2012) Ministre (2012-2014) |

## Composition
Le canton de Montret comprenait 9 communes et comptait 3 676 habitants (recensement de 1999 sans doubles comptes).
| Communes                | Population (2012) | Code postal | Code Insee |
| ----------------------- | ----------------- | ----------- | ---------- |
| La Frette               | 210               | 71440       | 71206      |
| Juif                    | 229               | 71440       | 71246      |
| Montret                 | 646               | 71440       | 71319      |
| Saint-André-en-Bresse   | 96                | 71440       | 71386      |
| Saint-Étienne-en-Bresse | 732               | 71370       | 71410      |
| Saint-Vincent-en-Bresse | 468               | 71440       | 71489      |
| Savigny-sur-Seille      | 360               | 71440       | 71508      |
| Simard                  | 877               | 71330       | 71523      |
| Vérissey                | 58                | 71440       | 71568      |

## Démographie
| 1962  | 1968  | 1975  | 1982  | 1990  | 1999  | 2009 |
| ----- | ----- | ----- | ----- | ----- | ----- | ---- |
| 3 643 | 4 041 | 3 618 | 3 785 | 3 800 | 3 676 | -    |